# I falchi di Rangoon
I falchi di Rangoon (Flying Tigers) è un film del 1942 diretto da David Miller. Il film è conosciuto in italiano anche con il titolo Il comandante Jim.
È un film di guerra statunitense a sfondo propagandistico con John Wayne e John Carroll nei ruoli di due piloti mercenari che combattono i giapponesi in Cina, prima dell'entrata in guerra degli Stati Uniti nel secondo conflitto mondiale. È liberamente ispirato alle gesta del reale corpo delle Tigri Volanti (Flying Tigers). Ottenne una nomination ai premi Oscar del 1943 nelle categorie migliori effetti speciali, migliore colonna sonora e miglior sonoro.

## Produzione
Il film, diretto da David Miller su una sceneggiatura di Kenneth Gamet e Barry Trivers con il soggetto dello stesso Gamet, fu prodotto da Edmund Grainger per la Republic Pictures e girato nel Russell Ranch a Thousand Oaks, a Santa Fe nel Nuovo Messico, presso la Curtiss-Wright Aircraft a Buffalo, New York, e a Flagstaff in Arizona dal 27 aprile al 24 giugno del 1942. I titoli di lavorazione furono Yanks Over the Burma Road e Yanks Over Singapore. Per le scene dei combattimenti aerei furono utilizzati dei modellini del Curtiss P-40, anche se furono utilizzate diverse riprese reali.

## Distribuzione
Il film fu distribuito con il titolo Flying Tigers negli Stati Uniti dall'8 ottobre 1942 al cinema dalla Republic Pictures. È stata distribuita anche una versione colorizzata.
Alcune delle uscite internazionali sono state:
- nel Regno Unito il 29 marzo 1943
- in Svezia il 23 agosto 1943 (De flygande tigrarna)
- in Argentina il 25 agosto 1943 (Los tigres voladores)
- in Portogallo l'8 settembre 1944 (Tigres Voadores)
- negli Stati Uniti il 1º agosto 1948 (riedizione)
- in Finlandia il 4 febbraio 1949 (Lentävät tiikerit)
- in Danimarca il 14 febbraio 1949 (De flyvende tigre)
- in Francia il 6 luglio 1949 (Les tigres volants)
- in Italia il 14 dicembre 1950 (I falchi di Rangoon e Il comandante Jim)
- in Austria il 25 giugno 1954 (Unternehmen Tigersprung)
- in Germania Ovest il 2 luglio 1954 (Unternehmen Tigersprung)
- in Finlandia il 20 luglio 1962 (riedizione),
- in Belgio (De vliegende tijgers e Les tigres volants)
- nei Paesi Bassi (De vliegende tijgers)
- in Brasile (Tigres Voadores e Esquadrilha Mortal)
- in Grecia (Iptamenoi tigreis e Ta ftera tis doxis)
- in Ungheria (Repülö Tigrisek)
- in Spagna (Tigres del aire)

## Critica
Secondo il Morandini il film è "pura routine". Risulterebbero tuttavia "avvincenti" alcune riprese dei combattimenti aerei, "realizzate coi modellini da Howard Lydecker". Secondo Leonard Maltin è un "buon film di guerra" un cui risultano "avvincenti le scene dei duelli aerei".
Per il New York Times, "la Republic Pictures ha inanellato un ottimo circo aereo pieno zeppo di duelli emozionanti". Per Variety il film è "difettato soprattutto per una sceneggiatura logora, la produzione soffre anche di ritmo lento mentre John Wayne, John Carroll, Anna Lee e Paul Kelly risultano appena sufficienti nei loro ruoli principali. Alcune delle scene risultano ripetitive, ad esempio alcuni aerei giapponesi sembrano essere abbattuti tre o quattro volte".

## Promozione
Le tagline sono:
- "STRONG Brave Men Flying In The Face Of Death That We May LIVE".
- "HEADED For The Greatest Entertainment Ovation Given A Motion Pictures in Years".
- "SEE These Sky-Devils Revenge Pearl Harbor and Strike Terror To Tokyo!".